# Hypsizygus tessellatus
Hypsizygus tessellatus hoặc shimeji là một loài nấm ăn bản địa của ku vực Đông Á, có giá trị dinh dưỡng cao và được xếp vào nhóm nấm dược liệu. Buna shimeji được trồng một vài nơi ở châu Âu, Bắc Mỹ và Úc, và cũng được bán ở dạng nấm tươi trên ở các chợ.

## Phân bố
Nấm ngọc châm được tìm thấy chủ yếu vào mùa thu và mùa đông vùng ôn đới ở phía bắc bán cầu; được trồng đầu tiên ở Trung Quốc, sau đó phát triển sang Nhật Bản (năm 1972), các nước Bắc mỹ và Châu âu. 

## Tên gọi
Ở các quốc gia và vùng lãnh thổ khác nhau có tên gọi khác nhau:
- Tên tiếng Anh: Spot Jade mushroom; Beech mushroom.
- Ở Trung Quốc, nấm có tên: Zhengjigu, Jade mushroom (nấm Ngọc), hay Spot jade mushroom;
- Ở Nhật Bản, nấm còn có tên: Shimeji, Beech mushroom (Nấm gỗ Sồi), Crab mushroom (nấm hải sản do nấm có hương vị như thịt cua biển)
- Ở Việt Nam: nấm ngọc châm; do mũ nấm có màu trắng hay nâu, ở giữa có hình vân đá, nên có tên loài là Marmoreus, nghĩa gốc của từ Marmoreus là dạng đá hoa hay đá cẩm thạch vì vậy cũng có nơi gọi là nấm cẩm thạch.

## Đặc điểm hình thái
- Nấm ngọc châm mọc thành từng cụm, 10-20 cây/cụm; rất ít khi mọc riêng rẽ, khi mọc riêng rẽ cây nấm rất to, thân mập, rỗng.
- Cây nấm to mập, có màu trắng, trắng xám và nâu bóng.
- Mũ nấm lúc non có hình cầu hay bán cầu, về sau chuyển sang dạng ô; đường kình mũ nấm 2–7 cm; có màu trăng hay nâu bóng, ở giữa có hình như vân đá, phần thịt nấm có màu trắng, mềm, đặc.
- Cuống nấm thẳng, kích thước 1-2x8-15 cm, đính ở giữa mũ nấm.
- Sợi nấm: trên môi trường thạch, sợi nấm có dạng bột mịn; khi còn non, sợi nấm có màu trắng và chuyển dần sang màu vàng khi sợi nấm già. Trên giá thể nuôi trồng, sợi nấm đẩy lên thành dạng búi và có màu hơi vàng ở vùng trưởng thành; bào tử thứ sinh trong suốt, nhẵn, hình cầu, đường kính 4-2 μm; có dấu vết màu trắng. Trên môi trường khoai tây thì phát triển thành hệ sợi dày, trắng mượt.

## Phân loại
Có hai dạng thuộc loài này gồm:
- Buna-shimeji (ja:ブナシメジ), Hypsizigus tessellatus, (Brown Beech Mushroom , Beech Mushroom, BeechBrown Clamshell Mushroom), là loại có màu nâu;
- Bunapi-shimeji (ja:ブナピー), (White Beech Mushroom, White Clamshell Mushroom); là loại có màu trắng; bunapi được chọn lại từ buna-shimeji và được đăng ký thương hiệu bởi tập đoàn ja:Hokto.

Hypsizygus marmoreus là tên đồng nghĩa của Hypsizigus tessellatus.

## Hình ảnh

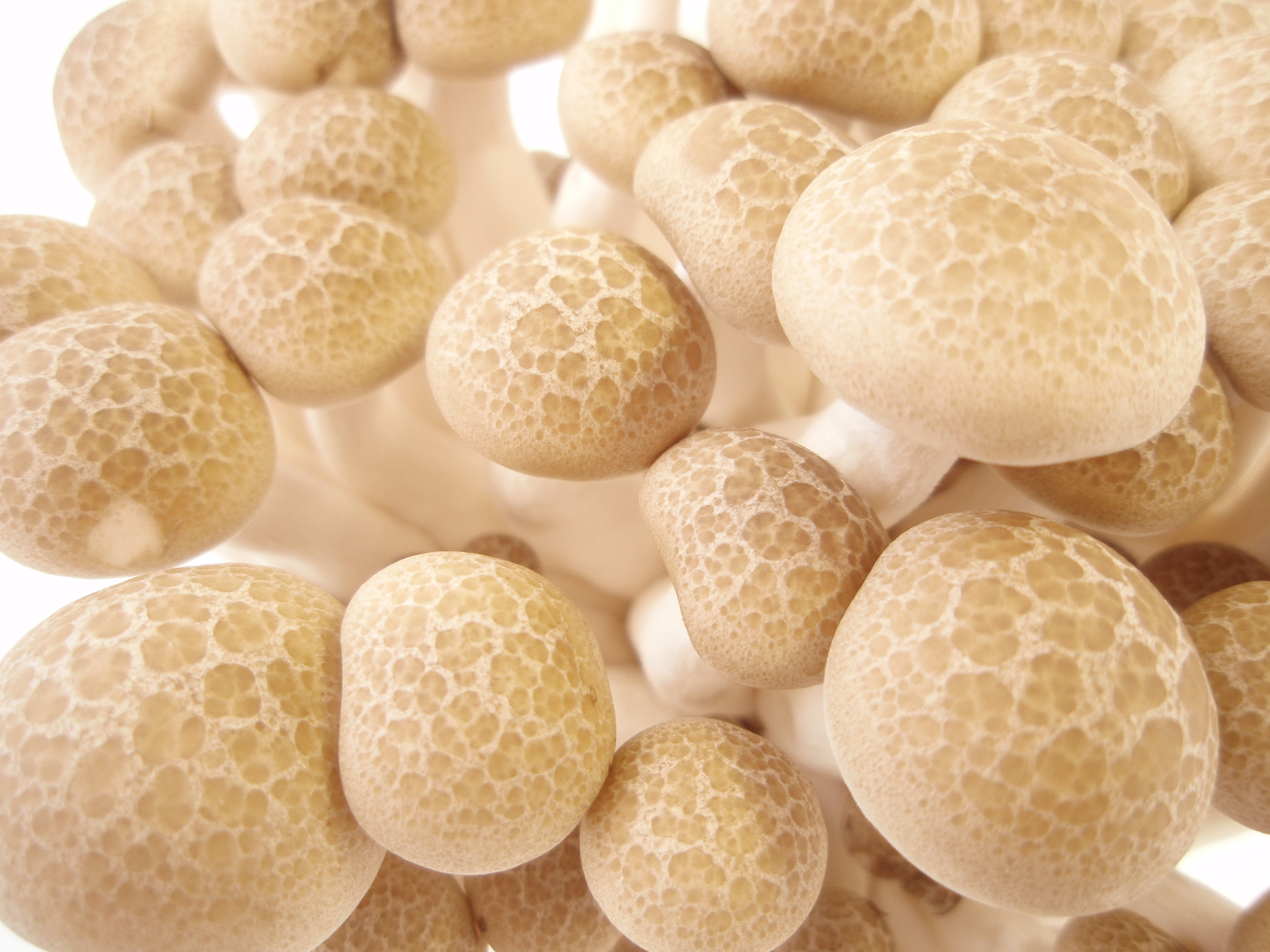
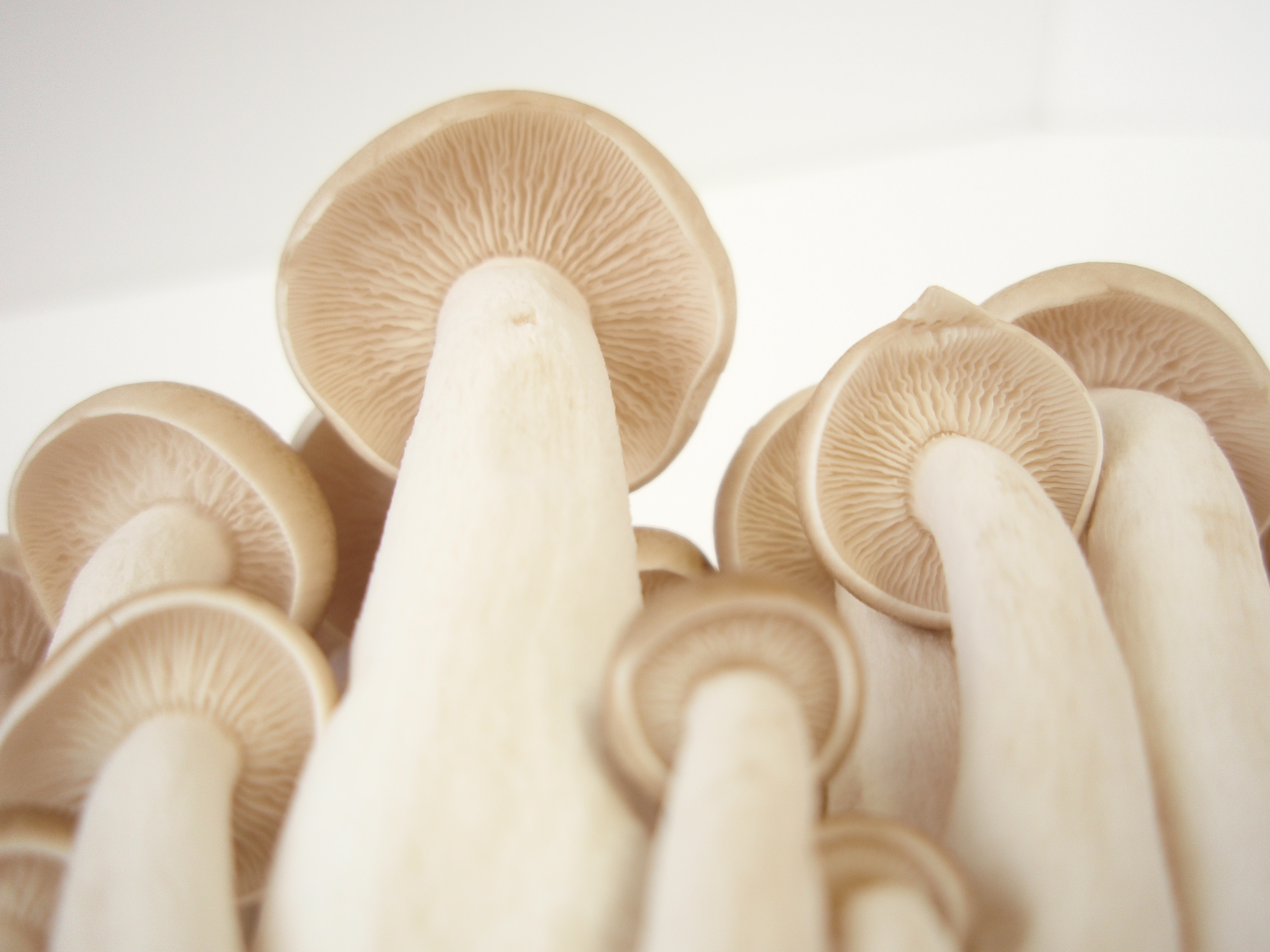
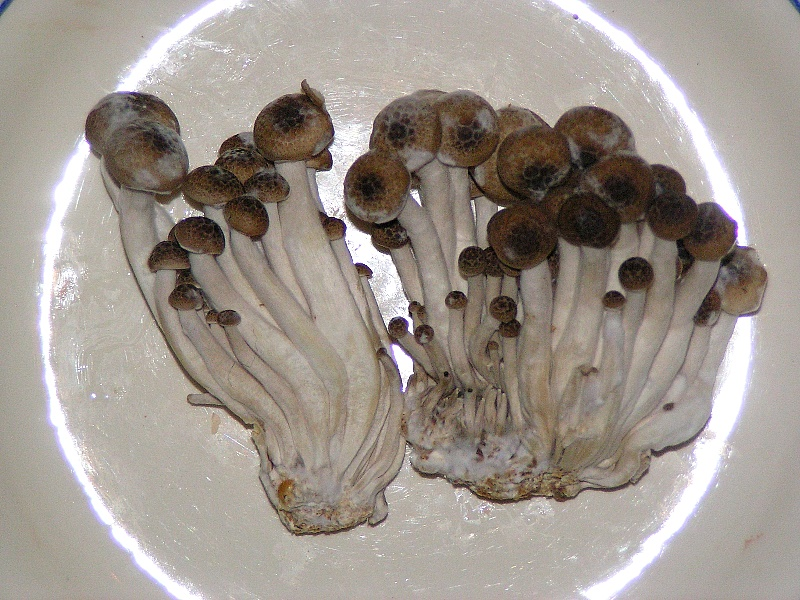
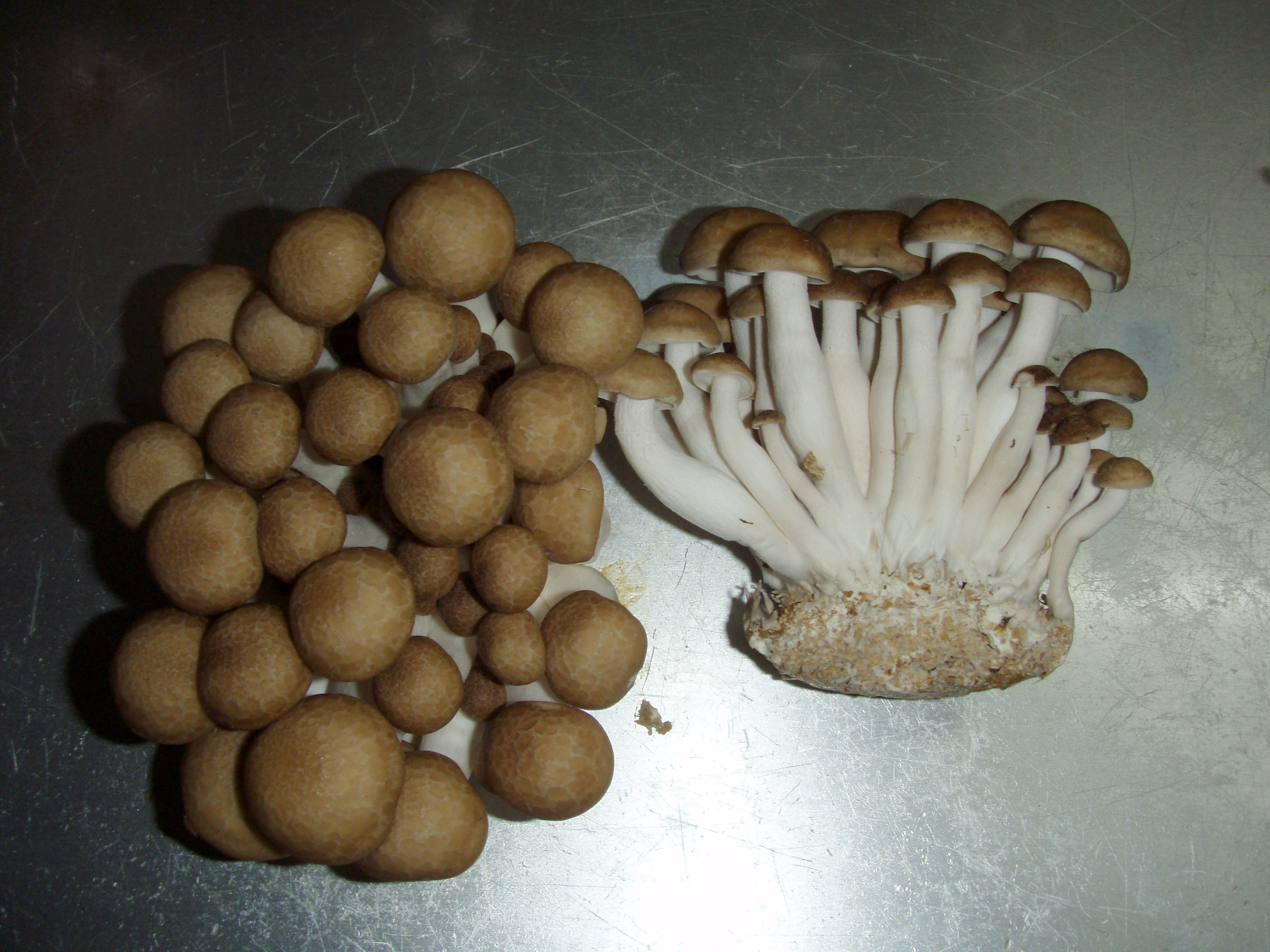
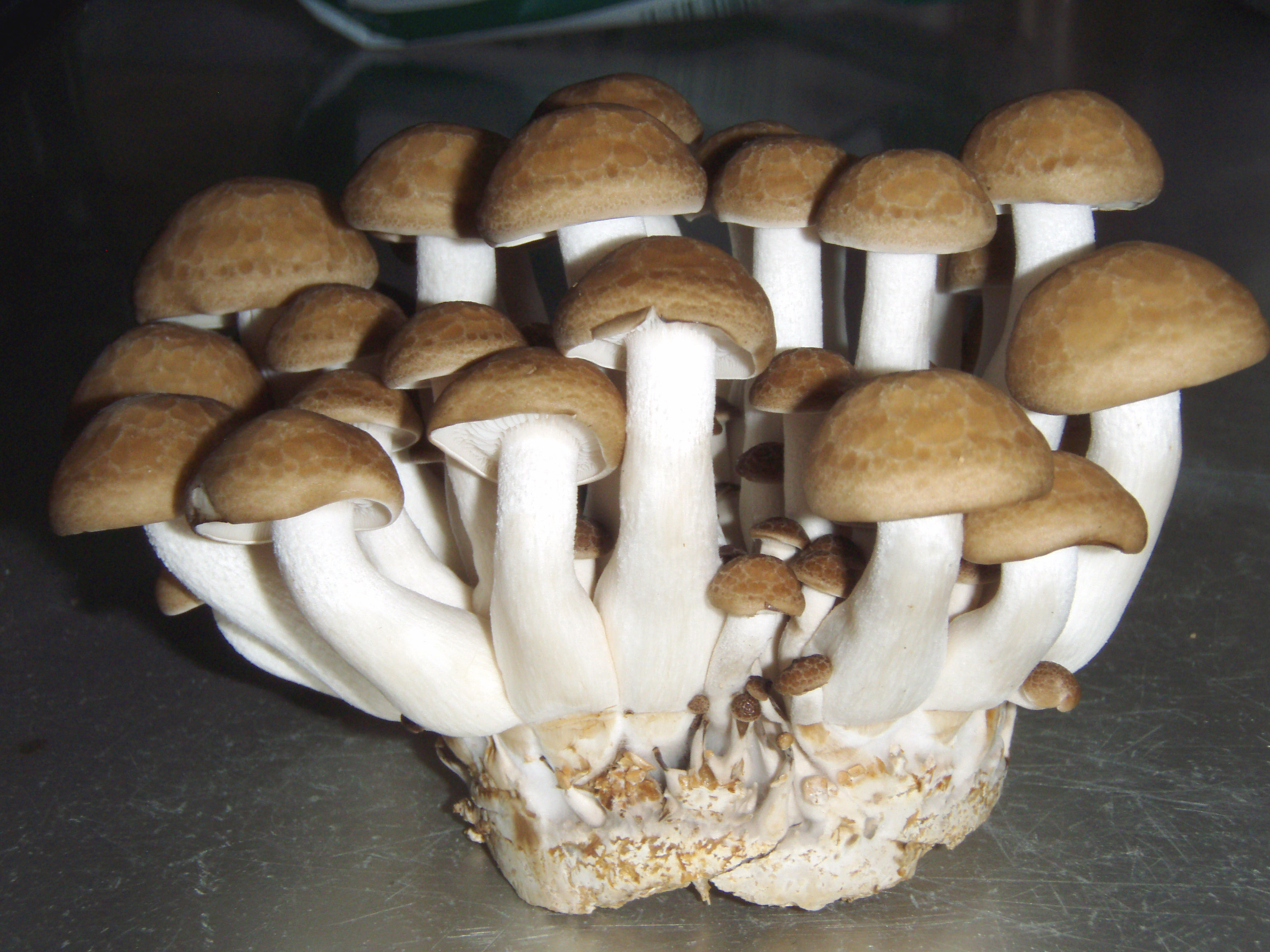
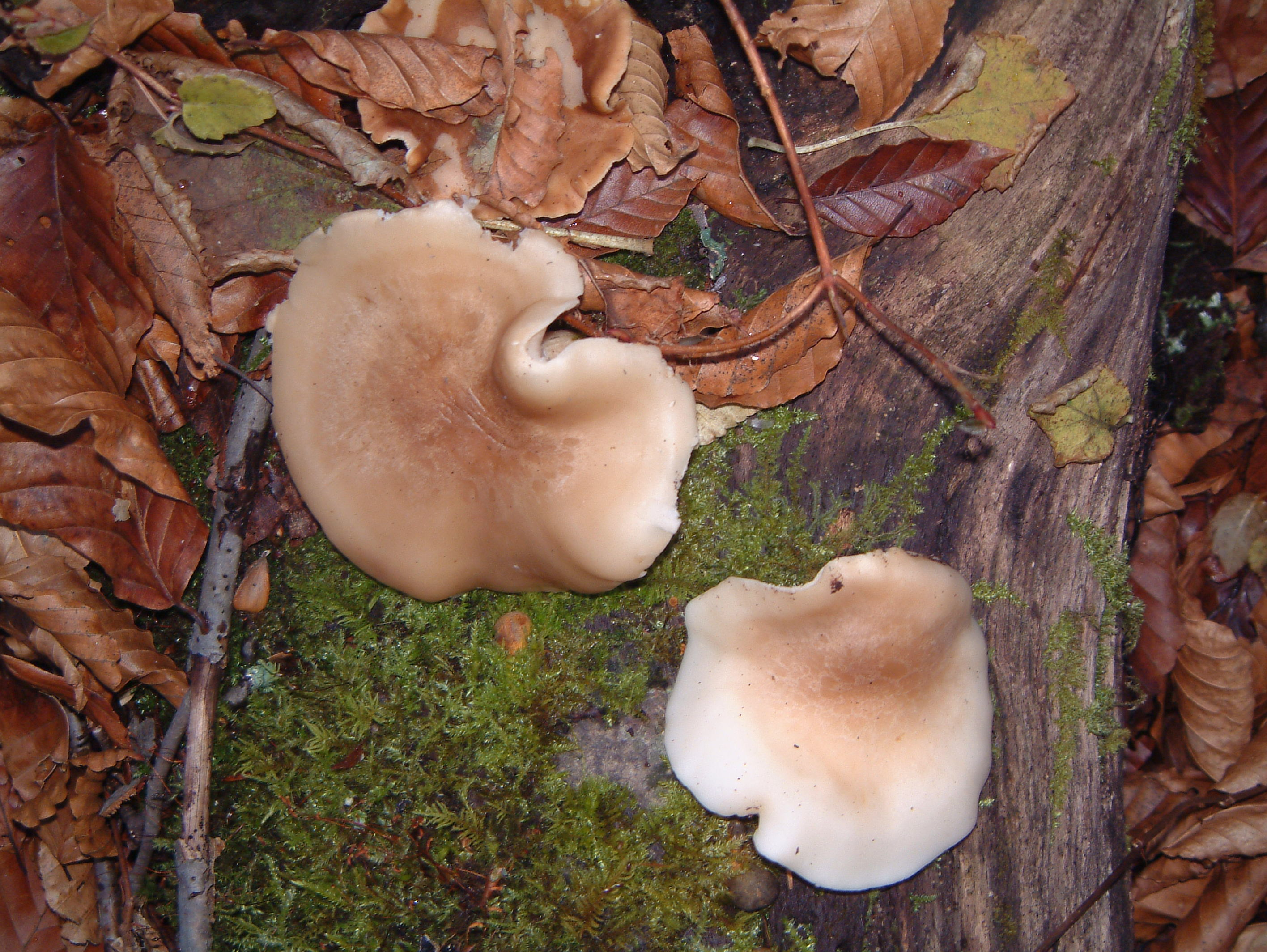
Loại dại. (Nhật Bản)
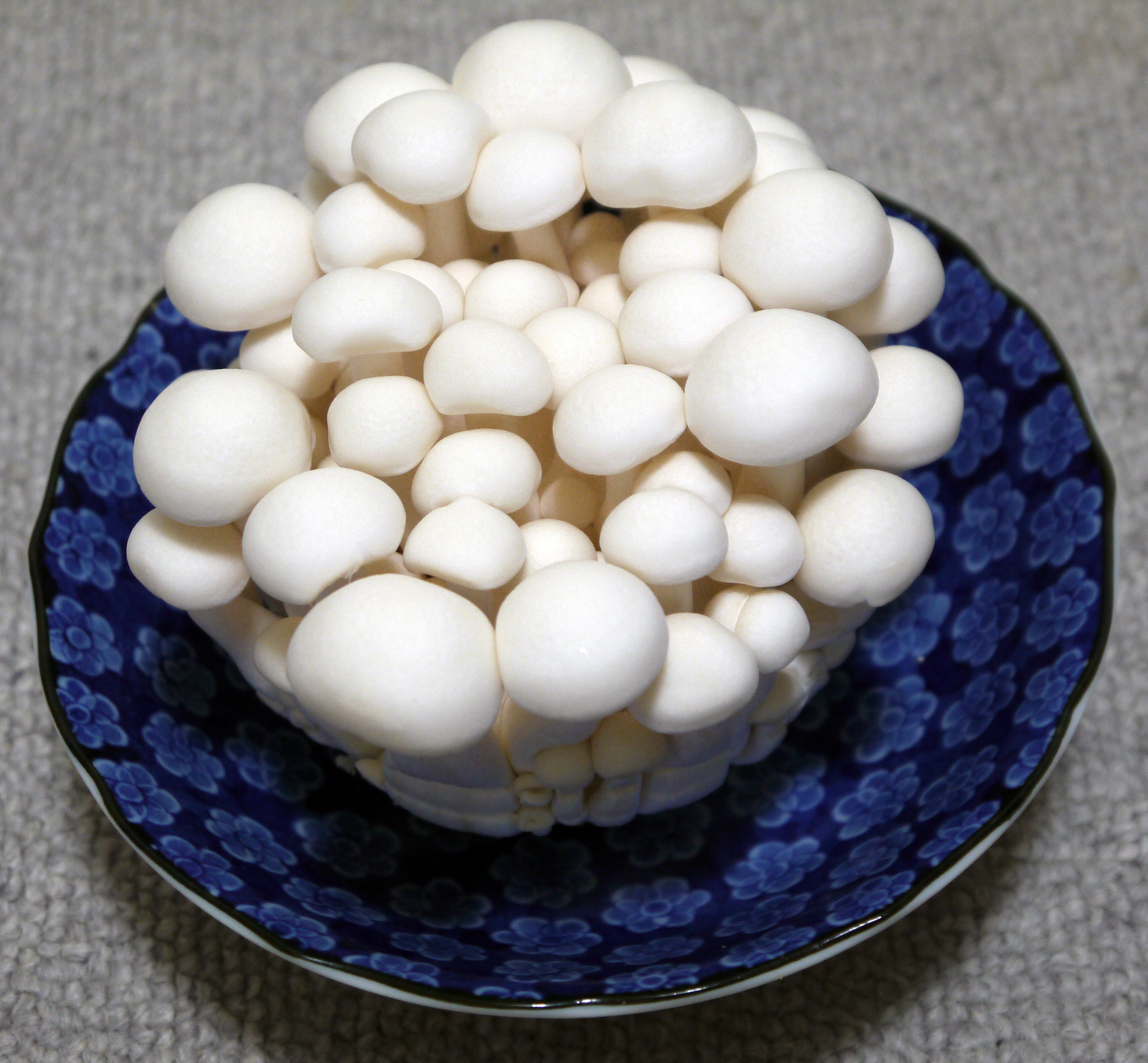
Bunapi (sản phẩm của Hokto Ltd.)